# 1435

## Esdeveniments
Països Catalans
Resta del món
- 5 d'agost, illa de Ponça: s'hi esdevé la batalla naval de Ponça entre una esquadra genovesa i l'estol catalanoaragonès del rei Alfons IV.[1]
- Creació de la Confederació Livoniana, a causa de la derrota de l'orde Teutònic en la batalla de Swienta.
- Creació de l'Orde dels Mínims[2]
- Primera reunió del que seria el Parlament de Suècia

## Naixements
Països Catalans
Resta del món
- 20 de gener - Japó: Ashikaga Yoshimasa, 24è shogun.
- 28 de setembre - Gandia/València: Joan Roís de Corella.

## Necrològiques
Països Catalans
Resta del món
- 14 de juliol, Foligno (Itàlia): beata Angelina de Marsciano, cofundadora del Tercer Orde Regular de Sant Francesc.[3]